# Japansk hästkastanj
Japansk hästkastanj (Aesculus turbinata) är en art i familjen kinesträdsväxter från Japan. Trädet odlas sällsynt i sydsvenska parker och trädgårdar.